# RTP (rete televisiva)
Radio Televisione Peloritana (abbreviato in RTP) è un'emittente televisiva privata italiana con sede a Messina, edita dalla Società Editrice Sud, proprietaria della testata giornalistica Gazzetta del Sud.
L'emittente è stata una delle prime a trasmettere in tutto il territorio della provincia di Messina e oggi rappresenta la rete più seguita nell'ambito dell'omonima città e in parte nel territorio della vicina città di Reggio Calabria.

## Storia
RTP nasce il 19 luglio 1976 a Messina in via Camiciotti, fondata da Franco Saccà e dal tecnico-regista Andrea Giunta. Fu proprio quest'ultimo, appassionato di elettronica, ad assemblare le prime strumentazioni per la messa in onda del segnale. L'emittente iniziò la sua attività con pochissimi mezzi (due sole telecamere in bianco e nero e una piccola regia) e in locali poco idonei. Il primo canale di trasmissione fu l'UHF 32.
Il primo programma televisivo autoprodotto, diffuso proprio il 19 luglio 1976 alle 20.30, fu un TG di approfondimento giornalistico dal titolo L'Editoriale, il cui primo direttore responsabile fu Luigi Autru Ryolo. Successivamente il palinsesto della rete fu arricchito con maggiori appuntamenti informativi (Videogiornale con 2 edizioni giornaliere) e con programmi di intrattenimento, documentari e telefilm. Trasmissioni storiche furono Avanti un altro condotta da Mino Licordari (passato poi a TCF Telecineforum e successivamente tornato a RTP), Canzoni in soffitta e il quiz Il mercante in fiera.
Nei primi anni ottanta RTP fu rilevata dal gruppo Rodriquez, nota società cantieristica messinese, e cambiò sede trasferendosi in via Garibaldi all'isolato 410, sempre a Messina, dove rimase fino al 1992 circa. Intanto crebbe sempre di più l'affezione dei messinesi nei confronti di questa rete televisiva e vennero aggiunti ulteriori canali di trasmissione che diffusero così il segnale nell'hinterland messinese e anche in Calabria.
RTP fu successivamente ceduta alla Società Editrice Sud, la stessa società editrice della Gazzetta del Sud, quotidiano locale con sede a Messina. La rete cambiò nuovamente sede operativa spostandosi in via Mario Orso Corbino (ZIR) all'interno della sede e degli stabilimenti del quotidiano messinese, dov'è situata ancora oggi. Tra la fine degli anni ottanta e per tutti gli anni novanta, RTP ha aderito stabilmente alla syndication televisiva Cinquestelle.

### RTP Retedue
Nel 1985 nacque anche il secondo canale di RTP meglio noto come RTP Retedue. Inizialmente RTP Retedue si affiliò al circuito di Euro TV e Rete A, mentre dal 1994 al 2007 la rete fu legata al circuito Junior TV. Si tratta tuttavia di una rete secondaria che replica sostanzialmente il palinsesto del canale principale. Retedue trasmetteva 16 ore al giorno; negli ultimi anni questa rete è stata fortemente depotenziata (causa vendita frequenze a Mediaset e LA7) e oggi l'unico canale irradiato è utilizzato per la sperimentazione del digitale terrestre. Dal 2010 RTP Retedue veniva trasmessa in digitale terrestre nel multiplex digitale di RTP, insieme all'emittente radio Antenna dello Stretto. Nel 2017 il canale viene chiuso e sostituito da Tele Gazzetta del Sud Calabria.

### Oggi
Oggi RTP è la televisione più seguita nella città di Messina, come risulta dalle periodiche indagini Auditel.
Dal mese di giugno 2010 è in funzione il sito internet www.rtptv.it Archiviato il 2 marzo 2011 in Internet Archive. con la funzione live streaming ed una sezione dedicata al video on demand per rivedere la maggior parte delle produzioni relative all'anno corrente ed in qualche caso anche degli anni precedenti.
Dal mese di luglio 2010 il canale 21 che irradia Messina e provincia ionica trasmette in digitale terrestre per tutto l'arco delle 24 ore. Sulla stessa area, la trasmissione in formato analogico è assicurata dallo storico canale 39, oggi spento.
Ad oggi nel 2022 ,trasmette con standard video elevatissimi, 640x480 a 16 colori.

## Programmi
Le più significative produzioni proprie sono:
- RTP Giornale (3 edizioni al giorno)
- Oltre il TG, rubrica di approfondimento
- RTP Sport, rotocalco sportivo settimanale in onda il lunedì
- SportMania, sport a 360° in onda il martedì
- In salute, settimanale di medicina e benessere
- Arcobaleno, game show in onda il sabato e la domenica
- Che tempo farà, rubrica dedicata al meteo del weekend a cura di Samuele Mussillo, in onda il venerdì fino al 1º ottobre 2021. La morte del celeberrimo meteorologo messinese, datata 7 ottobre 2021, segna di fatto la chiusura della storica trasmissione meteo dopo 28 anni dall'esordio.
- Buongiorno Messina, rubrica in onda tutte le mattine
- Incontri con l'autore - Aspettando Taobuk, scritto e condotto da Francesco Musolino